# Cyrtoplax spinidentata
Cyrtoplax spinidentata is een krabbensoort uit de familie van de Panopeidae. De wetenschappelijke naam van de soort is voor het eerst geldig gepubliceerd in 1892 door Benedict.